# Белорусская вспомогательная полиция

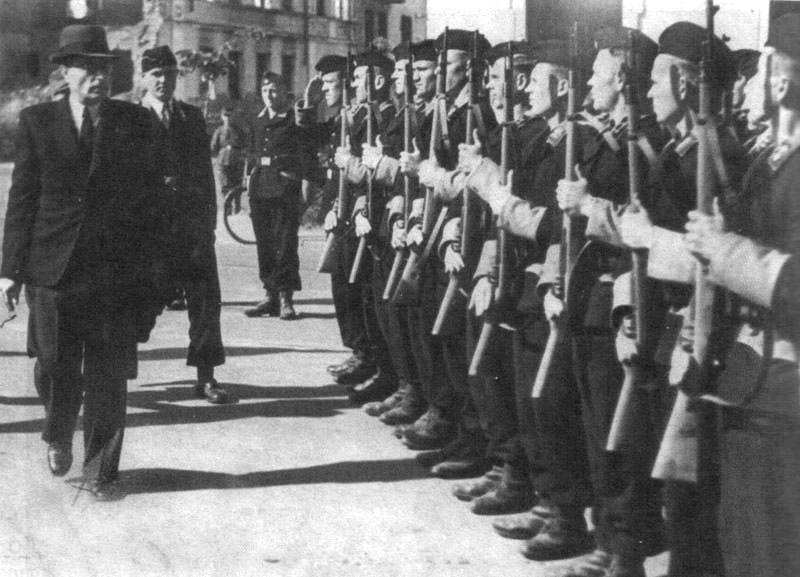
Инспекция подразделения белорусской вспомогательной полиции бюргермейстером Радославом Островским после нападения нацистской Германии на советские войска в ходе операции «Барбаросса» в 1941 году.

Белору́сская вспомога́тельная поли́ция (нем. Weißruthenische Hilfspolizei, бел. Беларуска дапаможная паліцыя парадку) — белорусская полиция, орган местной администрации, а затем немецкой полиции на оккупированных землях Белоруссии во время Второй мировой войны. Исполняли функции немецкой полиции порядка (нем. Ordnungsdienst).

## История
Вскоре после немецкой оккупации Белоруссии был создан Генеральный округ Белоруссия в составе Рейхскомиссариата Остланд. На его территории были образованы первые подразделения белорусской полиции, как части местной власти — городской и районный. Однако Уже в 1941 году белорусская полиция было подчинена немецкому руководству. В минской белорусской полиции на основе 1-го штурмового взвода (белорусского) было создано подразделение, которое подчинялось напрямую Абверу. Руководителем белорусской полиции в городском округе и комендантом подофицерских курсов белорусской полиции стал бывший офицер Войска Польского — капитан Ф. Кушель.
Сначала были сформированы мелкие подразделения и постерунки, которые подчинялись немецкой Шутцполиции. Была сеть сельских постерунков (отделений полиции) и городских комиссариатов — чаще всего со смешанными белорусско-немецкими подразделениями. Их задачи были типичными для полиции: охрана порядка, предотвращения вредительства и уголовным преступлениям, розыск преступников и охрана населения от нападений партизан. Количество местной полиции в Генеральном округе Беларусь выросла с 3682 в декабре 1941 до 6850 в апреле 1943.
Для борьбы против советских партизан были созданы батальоны шуцманов. Считается, что было 12 таких батальонов, в каждом из которых примерно 350—450 человек. Большинство командиров были немцы, а язык команд — немецкий, поэтому часто приходилось переводить приказы.

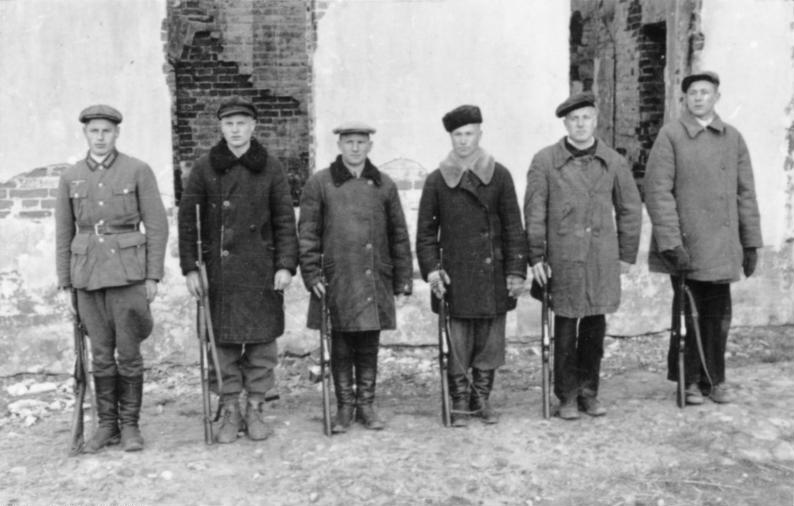
Белорусская полиция в Могилёве, март 1943

В 1942 создан Белорусский батальон железнодорожной охраны (нем. Bahnschutz Bataillon).
Также отдельным подразделением был 13-й белорусский батальон полиции СД (службы безопасности). Подразделение было в мундирах немецкого образца.
В 1943—1944 годах подразделения полиции участвовали во многих акциях против советских партизан, в частности, в масштабной карательной операции «Весенний праздник» против партизанских бригад Полоцко-Лепельской партизанской зоны.
В 1944 году участвовали в охране и ликвидации двух концентрационных лагерей в Тростянце и Колдычево.
В августе 1943 года Францишек Кушаль стал главным координатором всей белорусской полиции. При нём были введены курсы патриотического воспитания для новобранцев и белорусский язык в делопроизводстве. Однако и в дальнейшем оперативным командованием занимались немцы и большинство офицеров были немцами. К тому времени в белорусской вспомогательной полиции служило около 20 000 человек.
После проведения советскими войсками операции «Багратион» многие члены белорусской вспомогательной полиции были арестованы и осуждены.